# NGC 1403
NGC 1403 is een lensvormig sterrenstelsel in het sterrenbeeld Eridanus. Het hemelobject werd in 1886 ontdekt door de Amerikaanse astronoom Francis Preserved Leavenworth.

## Synoniemen
- PGC 13445
- ESO 482-25
- MCG 4-9-41
- NPM1G -22.0085